# Stanisław Malicki
Stanisław Malicki herbu Junosza – wojski sandomierski w 1585 roku, pisarz sandomierski w latach 1582-1585.
Poseł na sejm 1582 roku z województwa sandomierskiego.
Był wyznawcą kalwinizmu.